# Szodoma égése (Corot-kép)
A Szodoma égése (L'Incendie de Sodome), ismert még Szodoma pusztulása (La Destruction de Sodome) címen is, Jean-Baptiste Camille Corot francia festő alkotása, amely a New York-i Metropolitan Művészeti Múzeum gyűjteményének része.
Corot képe az Ószövetségben szereplő Szodoma pusztulását ábrázolja. A kép bal felső részén egy angyal látható, aki tűzzel és kénkővel árasztja el a bűnös várost. A bal alsó részt a városból menekülő Lót, két lánya és az őket kalauzoló angyal foglalja el. Mögöttük Lót felesége, aki a tiltás ellenére visszafordult, és ezért sóbálvánnyá változott.
Corot az 1844-es párizsi képzőművészeti szalonon mutatta be képét. Évekkel később levágott a festményből, így csökkentve az égbolt és a táj méretét. Sötét árnyalatokkal újrafestette a kompozíció előterét, és az 1857-es tárlaton ismét kiállította a festményt, amely kedvezőbb visszhangra talált, mint korábban.
A képét Paul Durand-Ruel párizsi műkereskedő vette meg Corot-tól 1869. június 20-án 14-15 ezer frankért. 1872 márciusában 18 ezer frankért adta tovább Abraham de Camondo. Fiától, Isaac de Camondótól Durand-Ruel 1889-ben visszavásárolta a képet, akkor már 100 ezer frankért. A New York-i Havemeyer házaspár 1889. szeptember 1-jén 125 ezer frankot fizetett a Szodoma égéséért.